# ماعز (نجم)
الماعز Almaaz يسمى أيضا Epsilon Aurigae .هو نجم متغير في كوكبة ممسك الأعنة الشمالية.الماعز نجم ثنائي كسوفي غير عادي عبارة عن عملاق ضخم من النوع F0 ومرافق لة مظلم وغامض.من المسلم به عموما أن المرافق عبارة نجم محاط بقرص مظلم ضخم، وربما نظام ثنائي من نجمين صغيرين من النوع B . سطوع نجم الماعز ينخفض حولى كل 27 عاما، من القدر الظاهري +2.92 إلى +3.83 ويستمر هذا الانخفاض لمدة 640-730 يوم. وبالإضافة إلى هذا الكسوف، فإن النظام لة نبض منخفض السعة مع فترة غير متناسقة من حوالي 66 يوما. ولا تزال المسافة إلى النظام موضع نقاش، ولكن التقديرات الحديثة تضعه تقريبا ضمن 2,040 سنة ضوئية من الأرض.
أول من شكّ أن نجم الماعز نجم متغير هو عالم الفلك الألماني جوهان هاينريش فريتسش عندما رصدة في عام 1821. وعززت ملاحظات كلا من إدوارد هيس وفريدريش فيلهلم آرغلاندر في وقت لاحق شكوك فريتش الأولى وجذب الانتباه إلى النجم. ومع ذلك، كان هانز لودندورف أول من درسه بتفصيل كبير. وكشفت أعماله أن النظام كان متغير ثنائي كسوفي، وهو نجم يخفت عندما يحجب شريكه ضوءه.
ولقد كان مرافق نجم الماعز الكسوفي محل نقاش كبير لأن الجرم لا ينبعث منة ضوء كما هو متوقع لجرم بحجمه. واعتبارا من عام 2008، النمط الأكثر قبولا وشعبية لهذا الجرم المرافق هو نظام نجم ثنائي محاط بقرص ضخم، غير شفاف من الغبار. ومنذ ذلك الحين تم تجاهل النظريات التي تكهنت بأن الجرم عبارة نجم كبير نصف شفاف أو ثقب أسود.

## التسمية
ε Aurigae- (من الاتينية لإبسيلون أوريغاي Epsilon Aurigae) وهى تسمية نظام باير . كما أن لة تسمية فلامستيد 7 أوريغاي 7 Aurigae.ومدرج في فهارس نجمية متنوعة ؛( ADS 3605 A, CCDM J05020+4350A, وWDS J05020+4349A.)
في مايو 2016 انشئ الاتحاد الفلكي الدولي فريق عمل الاتحاد الفلكي الدولي للأسماء النجوم  لفهرست وتوحيد الأسماء الخاصة للنجوم للمجتمع الفلكي الدولي. ولقد استحسن الفريق Almaaz كاسم لهذا النجم في 1 فبراير 2017، وأصبح الآن مدرج في فهرس الاتحاد الفلكي لأسماء النجوم.

## روابط خارجية
- YouTube video describing the system using Lite Brite diagrams
- Epsilon Aurigae article by Dr. Jim Kaler.
- The coming eclipse of epsilon Aurigae by Dr. Robert Stencel, a.k.a. "Dr. Bob"
- صورة اليوم الفلكية 2010 January 8 The Mystery of the Fading Star
- AAVSO Variable Star of the Season
- BBC News  'First image' of star's eclipse captured by scientists .7 April 2010. University of St Andrews study. Accessed 7 April 2010.
- Nat. Geo., First Pictures: Mystery Disk Eclipses Star. April 7, 2010